# 新富卯三郎
新富 卯三郎（しんとみ うさぶろう、本名：乙松 卯三郎〈おとまつ うさぶろう〉、1915年2月13日 - 1945年8月1日）は、福岡県出身のプロ野球選手。

## 来歴
小倉工業では春夏合わせて5度の甲子園に出場。主に三塁と本塁を守った。卒業後は門司鉄道局に進み、小柄ながら4番打者として活躍した。
1934年に大日本東京野球倶楽部へ入団。第一次アメリカ遠征にも参加する。
遠征帰国後の1936年に軍隊に召集され退団するが1939年10月27日に阪急軍へ入団し復帰する。1941年にはリーグ12位の打率.232をマーク。二塁打、三塁打、本塁打はチームトップの数字で、球団初の2位躍進に大きく貢献した。しかし、同年12月には第二次世界大戦のため再び軍隊に召集され、1945年まで生き残っていたが、終戦が近づいていた8月1日にビルマ戦線で地雷を踏み、30歳で戦死した。
東京ドーム敷地内にある鎮魂の碑に、彼の名前が刻まれている。

## 選手としての特徴
小柄だが、全身を使ったパワフルなスイングで長打を量産した。1934年の日米野球では、日本人選手の合計本塁打3本のうちの1本を放った。

## エピソード
新富含む大日本東京野球倶楽部のメンバーが、寝台列車でノースダコタ州東部のファーゴという街に着いた際の事である。マネージャーの鈴木惣太郎が点呼を取るが、新富だけがいない。慌てて車内に戻ると、新富が寝台の上で熟睡している。鈴木は新富の荷物を窓からプラットホームに放り投げ、間一髪で新富と鈴木は列車から降りる事が出来た。慌てふためく鈴木を余所に、新富は余裕の笑みさえ浮かべていたという。

## 詳細情報

### 年度別打撃成績
| 年 度     | 球 団     | 試 合 | 打 席 | 打 数 | 得 点 | 安 打 | 二 塁 打 | 三 塁 打 | 本 塁 打 | 塁 打 | 打 点 | 盗 塁 | 盗 塁 死 | 犠 打 | 犠 飛 | 四 球 | 敬 遠 | 死 球 | 三 振 | 併 殺 打 | 打 率 | 出 塁 率 | 長 打 率 | O P S |
| --------- | --------- | ----- | ----- | ----- | ----- | ----- | -------- | -------- | -------- | ----- | ----- | ----- | -------- | ----- | ----- | ----- | ----- | ----- | ----- | -------- | ----- | -------- | -------- | ----- |
| 1939      | 阪急      | 6     | 6     | 6     | 0     | 0     | 0        | 0        | 0        | 0     | 1     | 0     | --       | 0     | 0     | 0     | --    | 0     | 0     | --       | .000  | .000     | .000     | .000  |
| 1940      | 阪急      | 74    | 249   | 222   | 18    | 34    | 5        | 0        | 2        | 45    | 21    | 6     | --       | 3     | 2     | 22    | --    | 0     | 37    | --       | .153  | .228     | .203     | .431  |
| 1941      | 阪急      | 67    | 265   | 233   | 23    | 54    | 10       | 5        | 3        | 83    | 28    | 7     | --       | 2     | --    | 29    | --    | 0     | 26    | --       | .232  | .317     | .356     | .673  |
| 通算：3年 | 通算：3年 | 147   | 520   | 461   | 41    | 88    | 15       | 5        | 5        | 128   | 50    | 13    | --       | 5     | 2     | 51    | --    | 0     | 63    | --       | .191  | .270     | .278     | .548  |

### 背番号
- 12 （1935年）
- 27 （1939年 - 1941年）